# Pelicà cresp
El pelicà cresp (Pelecanus crispus) és un ocell marí de la família dels pelecànids (Pelecanidae). Habita al sud-est de l'Europa mediterrània però no als Països Catalans. El seu estat de conservació es considera gairebé amenaçat.

## Morfologia
- Fa una llargària de 170–190 cm, amb un pes d'11–15 kg i una envergadura d'uns 3 m.
- Per sobre és de color gris argentat. Primàries negroses i secundàries grisenques. Per sota és blanc grisenc amb una taca groga al pit, absent a l'hivern. Les plomes de la part posterior del cap una mica allargades.
- Ull groc pàl·lid. Pell nua de la cara rosa. Bec gris amb bossa taronja. Potes grises.

## Hàbitat i distribució
Habita llacs, rius, costa marina, llacunes i estuaris. Cria des d'Albània i Grècia, cap a l'est, a través de Turquia, sud-est dels Balcans, costa dels mars Negre i Caspi i d'Aral, Kazakhstan fins al Llac Balkhash, Mongòlia i la Xina. També al sud de l'Iran. Els individus septentrionals passen l'hivern cap al sud, des del Golf Pèrsic, a través de l'Iran, l'Iraq, Pakistan i nord de l'Índia, fins al sud de la Xina.